# 江田島市立三高中学校
江田島市立三高中学校（えたじましりつ みたかちゅうがっこう）は、広島県江田島市沖美町三吉にある公立中学校。

## 概要
江田島市が管理する中学校であり、能美島の西部に位置する。1947年（昭和22年）に開校した伝統ある中学校でもある。

## 周辺施設
- 江田島市立三高小学校
- 江田島市役所三高支所
- 三高郵便局
- 江田島警察署三高駐在所